# Brad Henry
Charles Bradford "Brad" Henry (født 10. juni 1963) er en amerikansk politiker for det demokratiske parti. Han var guvernør i delstaten Oklahoma fra 2003 til 2011, hvor han blev afløst af Mary Fallin.